# Geoffrey Cox
Geoffrey Cox (ur. 30 kwietnia 1960 we Wroughton) – brytyjski prawnik (barrister) i polityk, członek Partii Konserwatywnej. Od 2005 roku poseł do Izby Gmin. W latach 2018–2020 pełnił funkcję prokuratora generalnego Anglii i Walii.

## Życiorys
Urodził się we Wroughton w hrabstwie Wiltshire. Ukończył King’s College w Taunton, następnie studiował prawo na Downing College na Uniwersytecie w Cambridge. Po ukończeniu studiów pracował jako prawnik.
W 2001 roku bez powodzenia kandydował do Izby Gmin z okręgu wyborczego Torridge and West Devon. W 2005 roku został wybrany posłem do Izby Gmin z tego samego okręgu a następnie uzyskał reelekcję w 2010, 2015, 2017 i 2019 roku. W 2024 został wybrany z nowo utworzonego okręgu Torridge and Tavistock.
9 lipca 2018 został mianowany przez Theresę May prokuratorem generalnym Anglii i Walii. W 2019 reprezentował Wielką Brytanię w negocjacjach z Unią Europejską dotyczących statusu Irlandii Północnej po brexicie. 13 lutego 2020 został usunięty ze stanowiska prokuratora generalnego podczas rekonstrukcji rządu Borisa Johnsona.